# Vanya – 42. Straße
Vanya – 42. Straße ist ein Film aus dem Jahre 1994, der von Louis Malle inszeniert wurde. Es basiert auf dem Theaterstück Onkel Wanja von Anton Pawlowitsch Tschechow.

## Örtlichkeit
Der Film wurde im  New Yorker New Amsterdam Theatre in der 42nd Street gedreht. Der Film zeigt eine Gruppe Schauspieler, die sich trifft, um das Stück Onkel Wanja einzustudieren. Diese spielen ohne Hintergrundkulissen und tragen dabei Straßenkleidung. In der Mitte des Stückes wird eine Pause gemacht, gegessen, und es wird weitergespielt.

## Kritik
„Ein Stück über ein verschwendetes Leben, voller Weltschmerz, angesiedelt in der Tiefe der russischen Seele. Überragende Darsteller, ein kluges filmisches Konzept und eine exzellente Kameraarbeit machen den Film zu einem Erlebnis, auf das die Zuschauer sich allerdings einlassen müssen.“

## Stilmittel
Der Film ist minimalistisch im Stil und verzichtet auf Kostüme und Hintergrundkulissen. Durch die Qualität der Schauspieler und des Stückes vergisst der Zuschauer die minimalistische Ausstattung und konzentriert sich auf das dargebotene Theaterstück.

## Hintergrund
- Der Hauptdarsteller Shawn,  der Theaterregisseur Gregory und der Filmregisseur Malle hatten bereits im Jahr 1981 für den Film Mein Essen mit André zusammengearbeitet.
- Regisseur Gregory und eine Gruppe Schauspieler probten das Stück Onkel Wanja im New Yorker Amsterdam Theater in der 42. Straße. Dabei trugen die Schauspieler normale Straßenkleidung und ließen ein ausgewähltes Publikum zu, das keinen Eintritt bezahlen musste. Gregory und Malle beschlossen, diese Art der Darstellung zu verfilmen.
- Es war Malles letzter Film.

## Filmpreise und Nominierungen
- 1995 Chlotrudis Awards für Wallace Shawn als Bester Hauptdarsteller
- 1995 Nominierung: Chlotrudis Awards für Louis Malle für den Besten Film
- 1995 Nominierung: Chlotrudis Awards für Julianne Moore als Beste Hauptdarstellerin
- 1995 Nominierung: Chlotrudis Awards für Brooke Smith als Beste Nebendarstellerin
- Die Deutsche Film- und Medienbewertung FBW in Wiesbaden verlieh dem Film das Prädikat wertvoll.